# ایستگاه راه‌آهن میلانو کادورنا
ایستگاه راه‌آهن میلانو کادورنا (انگلیسی: Milano Cadorna railway station) دومین ایستگاه بزرگ شهر میلان، ایتالیا است که در نزدیکی قصر سفورزا قرار دارد.
این ایستگاه که در سال ۱۸۷۹ تاسیس شده در رده هشتم ایستگاه‌های پرتردد در ایتالیا با ۳۳.۱ میلیون مسافر در سال قرار دارد.

## نگارخانه

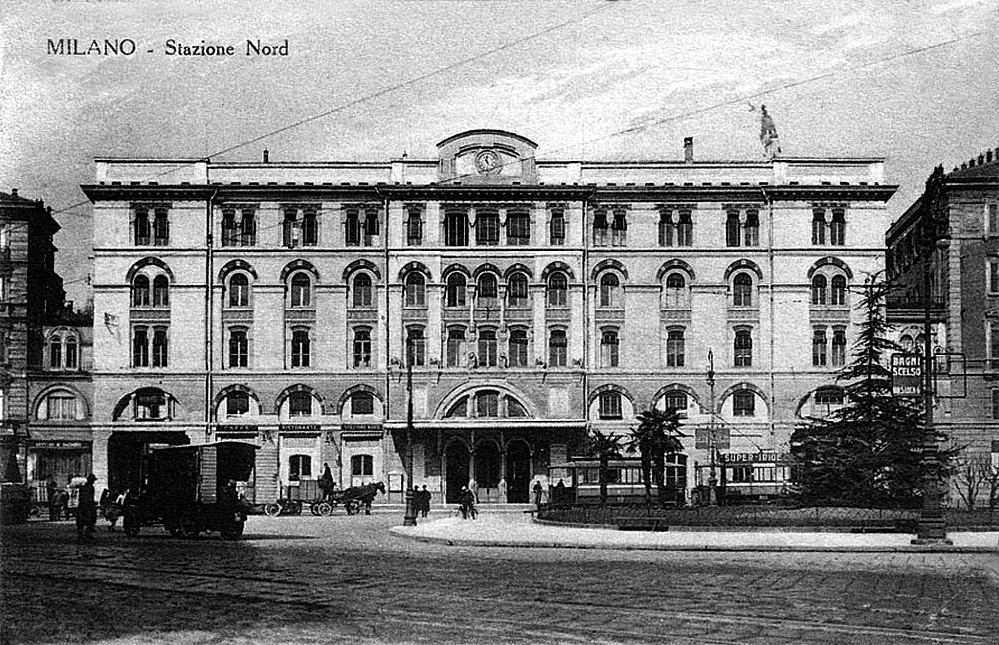
۱۹۲۰
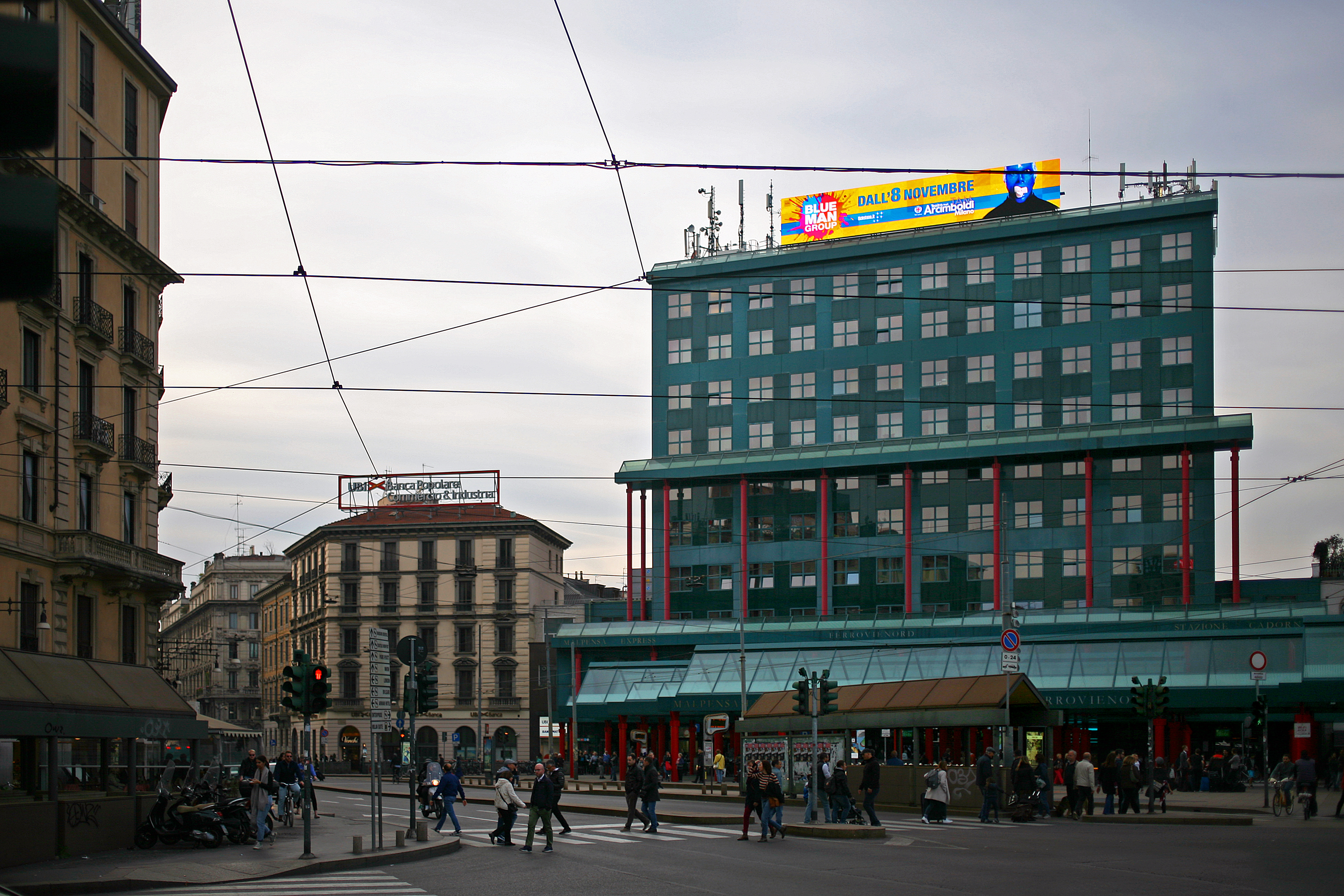
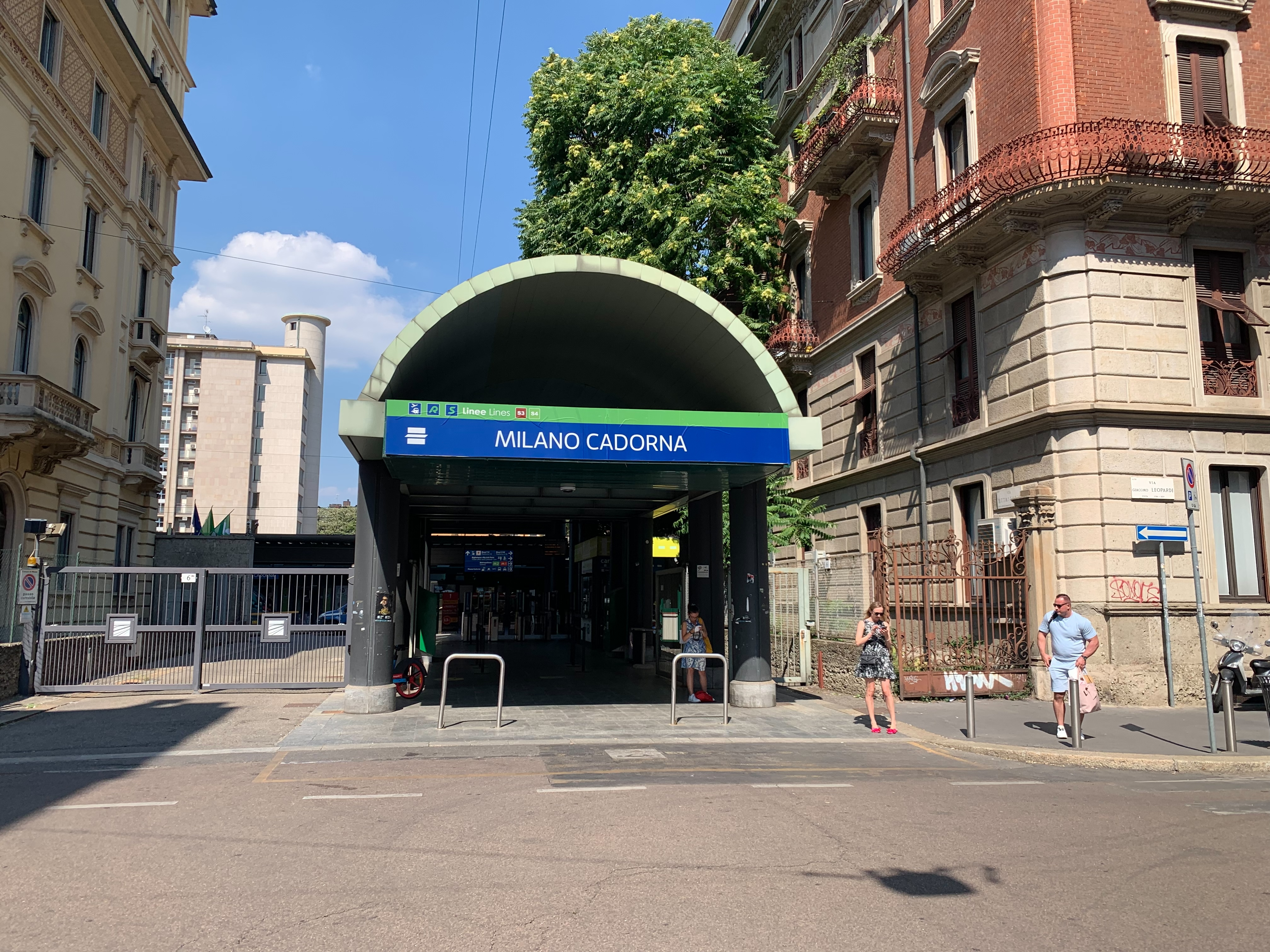
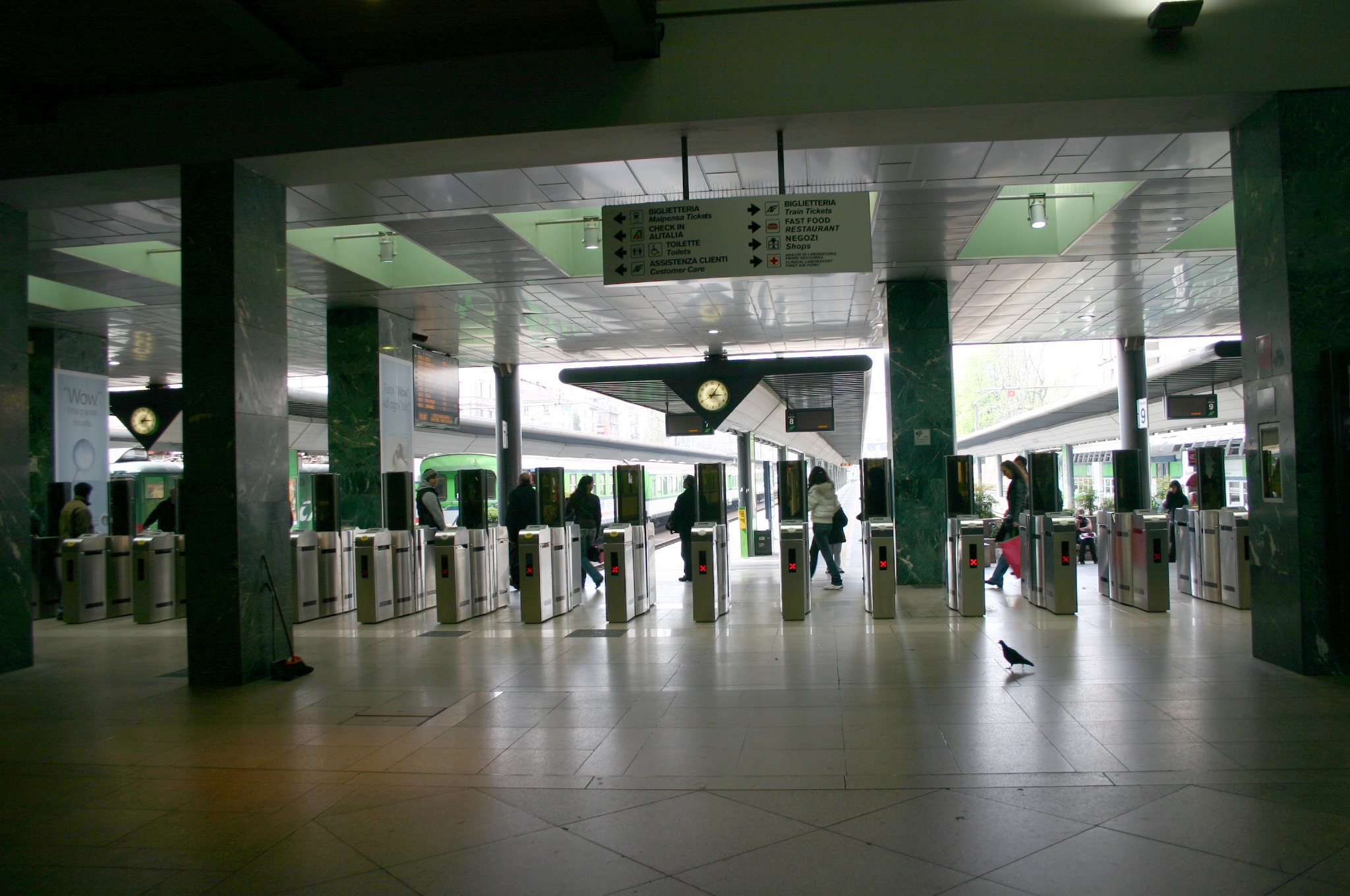
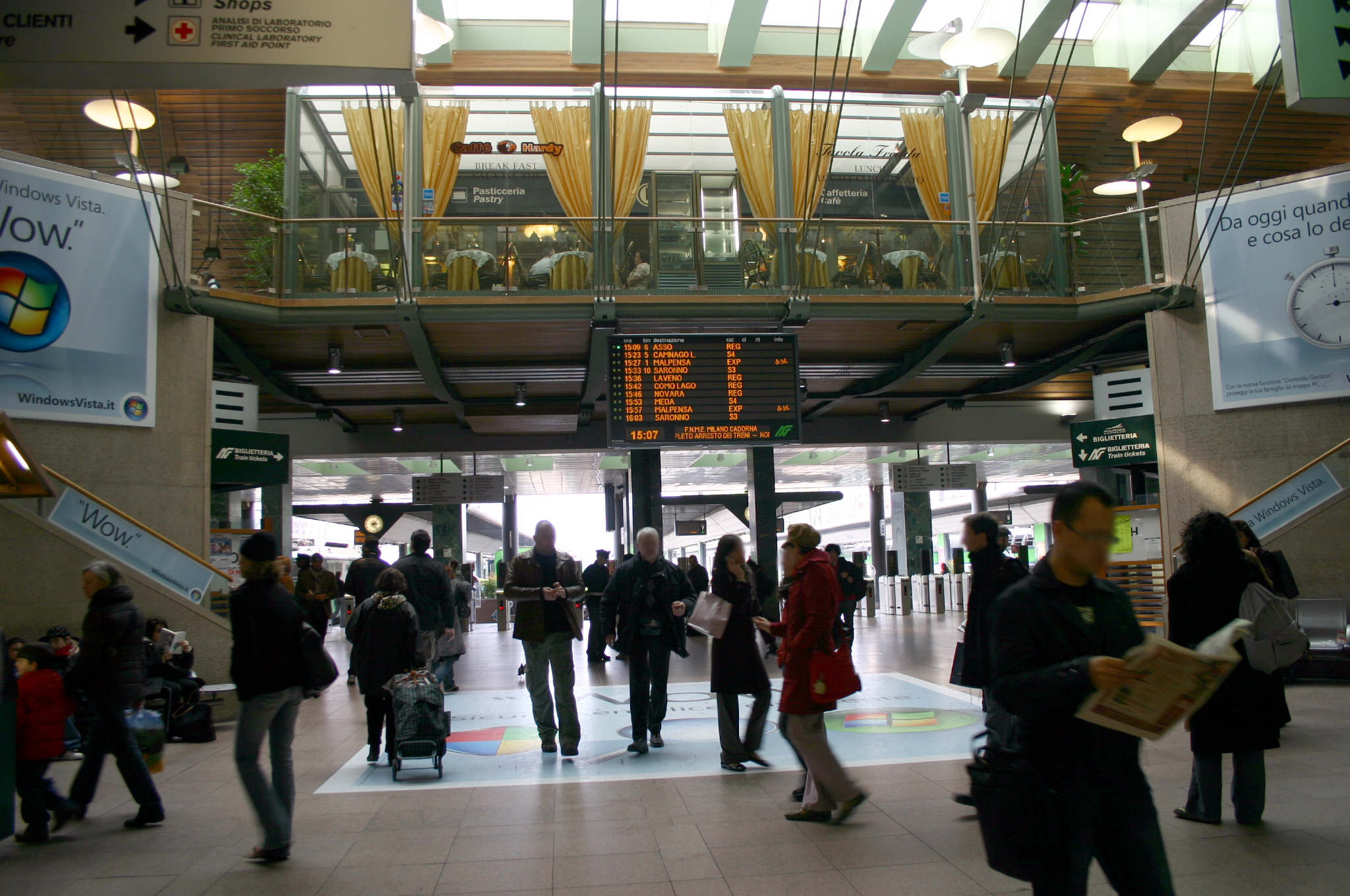
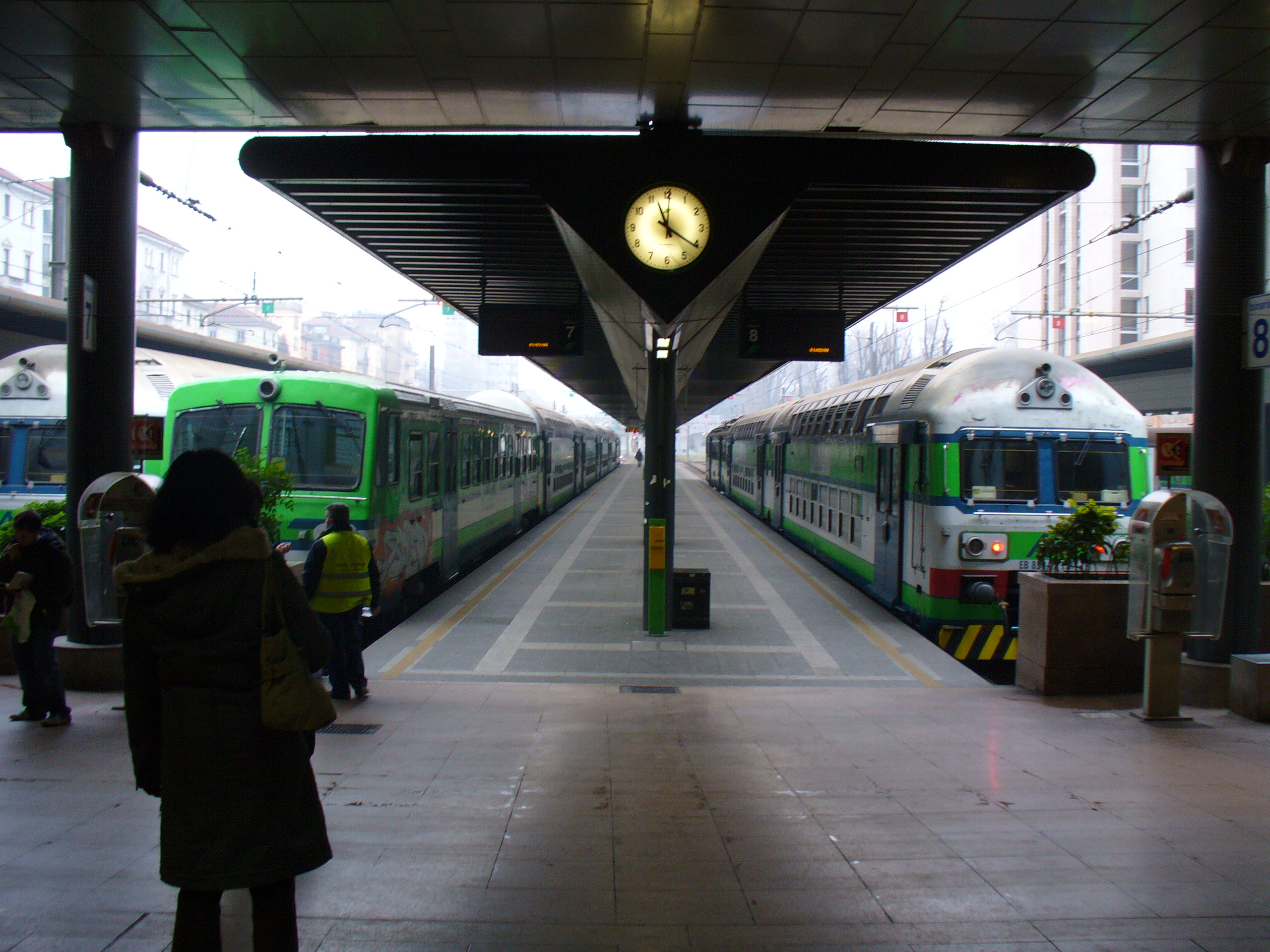
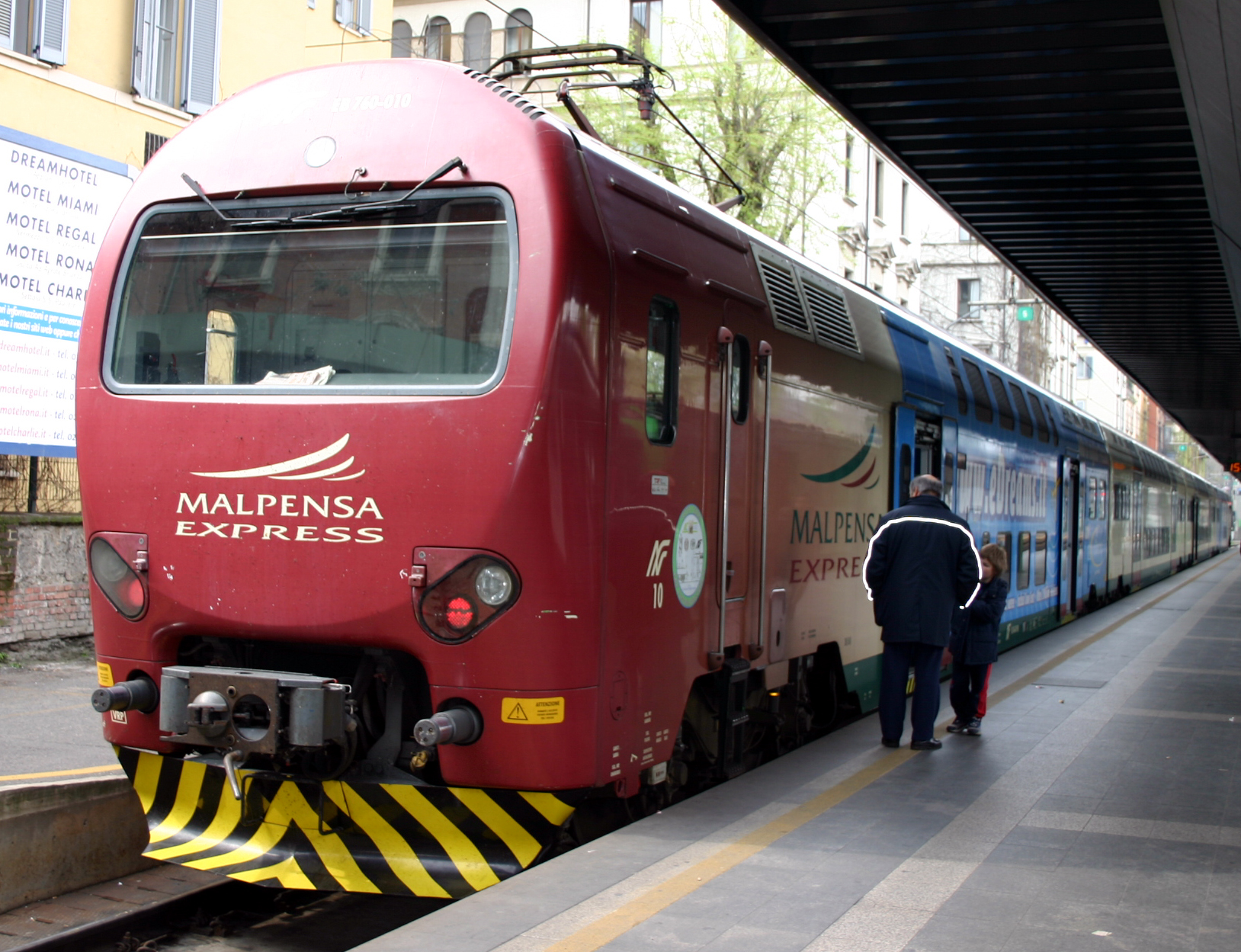
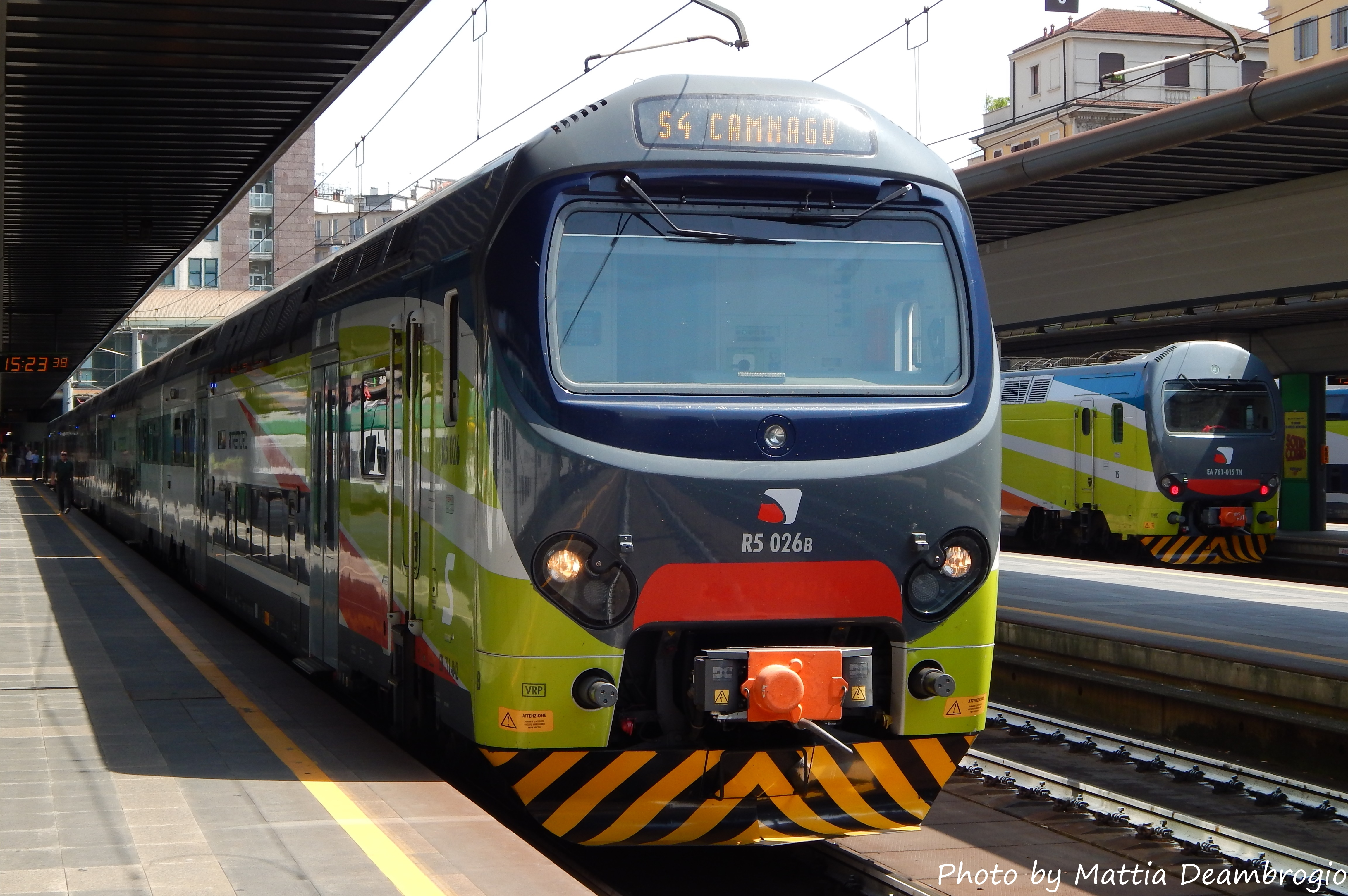
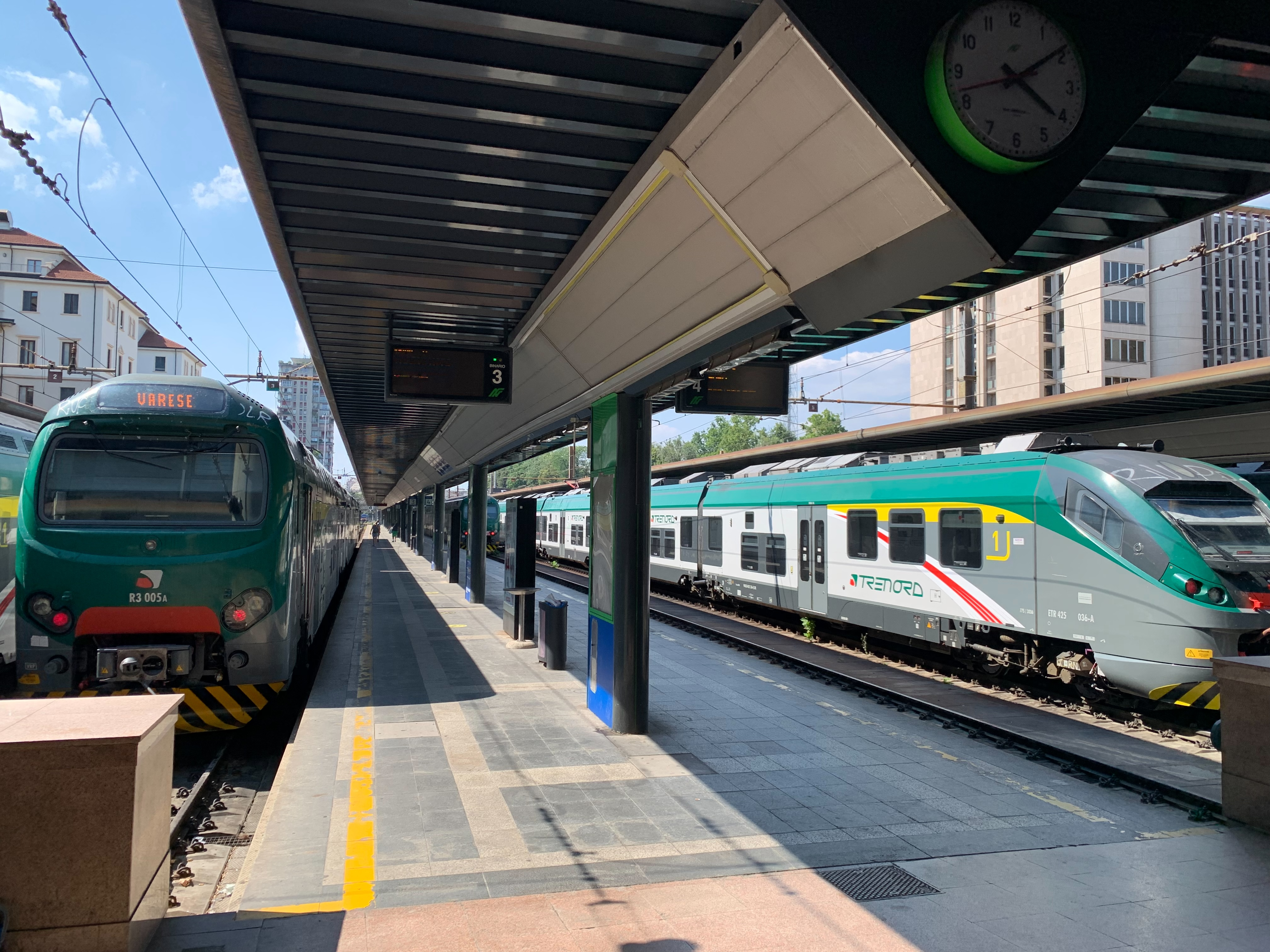